# جين ويلتفيش
كانت جين ويلتفيش (من 7 أغسطس 1902 إلى 2 أغسطس 1980) عالمة أنثروبولوجيا ومؤرخًة أمريكية تعمل في جامعة كولومبيا من 1928 إلى 1953. درست مع فرانز بواس وكانت متخصصة في ثقافة وتاريخ شعب باوني في منطقة الغرب الأوسط. يعتبر عملها (الكون المفقود: حياة وثقافة شعب باوني) لعام 1965 هو العمل الموثوق لوصف ثقافة شعب باوني حتى يومنا هذا.
عُرفت جين أيضًا بكتيب عام 1943 للجيش الأمريكي يُطلق عليه «أجناس البشر»، والذي شاركت في كتابته مع روث بندكت. كان الهدف منه هو تثقيف الأفراد العسكريين حول الاختلافات الثقافية بين شعوب العالم استعدادًا لقتالهم مع مجموعة متنوعة من الحلفاء من الثقافات الأخرى. ذكر المؤلفون أن الاختلافات المدركة بين الأجناس ثقافية وليست بيولوجية. من بين البيانات المستخدمة في النص كانت دراسة حاصل الذكاء من الحرب العالمية الأولى، والتي عثرت على درجات أعلى بين بعض الأشخاص ذوي البشرة السمراء في شمال الولايات المتحدة مقارنة مع بعض الأشخاص ذوي البشرة البيضاء من الجنوب. لم يُنشر الكتيب على نطاق واسع داخل الجيش، وبحلول أوائل الخمسينيات من القرن الماضي، حُظر على أنه مخرب.
خلال مشاركتها في النشاط الاجتماعي خلال الأربعينيات من القرن العشرين، جذبت ويلتفليش انتباه مكتب التحقيقات الفيدرالي (FBI) الذي اشتبهها بأنها شيوعية. استُدعيت في عامي 1952 و 1953 إلى الكونغرس لاستجوابها من قِبل اثنين من اللجان الفرعية التابعة لمجلس الشيوخ والمكرسة للتحقيق في «نشاط غير أمريكي» خلال المكارثية في الخمسينيات. قبل أسبوعين من مثولها في جلسة استماع عام 1953، رفضت خلالها الإجابة على أسئلة المحامي العامل في الفريق روي كوهين والسيناتور جوزيف مكارثي حول ما إذا كانت شيوعية، وأُنهي تعيينها الذي دام 16 عامًا في كولومبيا. كانت مدرجة في القائمة السوداء وغير قادرة على العثور على منصب أكاديمي منذ ما يقرب من عقد من الزمان. خلال العقد الأخير من عملها في الأوساط الأكاديمية بدوام كامل، درّست في جامعة فيرلي ديكنسون، واستمرت في التدريس بدوام جزئي بعد التقاعد.

## السيرة الذاتية
كانت جين ويلتفيش واحدة من ابنتين؛ ولدت في عام 1902 لعائلة يهودية ألمانية في الجانب الشرقي الأدنى لمدينة نيويورك. نشأت وهي تتحدث الألمانية كلغتها الأولى التي تدرسها المربية الألمانية التي عيّنها جدها. توفي والدها -الذي كانت قريبة جدًا منه- وهي في الثالثة عشرة من عمرها.

### التعليم
تخرجت من مدرسة وادلي الثانوية للبنات في عام 1919، ودخلت كلية هنتر حيث تخصصت في الصحافة. انتقلت إلى كلية بارنارد بجامعة كولومبيا، حيث درست الفلسفة في عهد جون ديوي. تخرجت من كلية بارنارد في عام 1925 وسجلت في برنامج الدراسات العليا في كولومبيا في علم الإنسان (الأنثروبولوجيا). كانت قد درست بالفعل مع فرانز بواس خلال سنتها العليا واستمرت في الدراسة معه كمستشار لها.
خلال هذا الوقت، تزوجت من زميلها طالب الدراسات العليا ألكساندر ليسر الذي درس أيضًا مع بواس وأصبح عالم أنثروبولوجيا يدرس القبائل الناطقة بسو. كانوا متزوجين لمدة 15 سنة، وولدت ابنتهما آن في عام 1931. قام الاثنان بعملهما الميداني الأول في أوكلاهوما حيث كانا يعملان على نظم القرابة في سو.

### حياتها المهنية بجامعة كولومبيا
في عام 1935، دُعيت ويلتفيش من قِبل بواس للتدريس في كولومبيا، وبقيت على موعد سنوي حتى عام 1953. لم تمنح جامعة كولومبيا أبدًا ويلتفيش منصب ثابت في العمل، وكات هذا بسبب ممارسة التمييز الطويلة ضد المرأة على الأرجح.